# Josiane Tito
Josiane Da Silva Tito (née le 8 août 1979 à Rio de Janeiro) est une athlète brésilienne spécialiste du sprint. En séries des championnats du monde 2005 à Helsinki, elle bat avec Geisa Coutinho, Maria Laura Almirão et Lucimar Teodoro le record d'Amérique du Sud du relais 4 x 400 mètres, en 3 min 26 s 82, un record qui tiendra jusqu'au 7 août 2011.
Avant les championnats du monde de Berlin en 2009, il est révélé qu'elle a été contrôlée positive à l'EPO lors des Championnats d'Amérique du Sud, produit qu'elle aurait pris à son insu par son entraîneur. Elle est suspendue deux ans à la suite de ces faits,.

## Biographie

### Palmarès
| Date | Compétition                    | Lieu         | Résultat | Épreuve   | Performance   |
| ---- | ------------------------------ | ------------ | -------- | --------- | ------------- |
| 2003 | Championnats d'Amérique du Sud | Barquisimeto | 3e       | 400 m     | 52 s 68       |
| 2003 | Championnats d'Amérique du Sud | Barquisimeto | 1er      | 4 × 400 m | 3 min 28 s 64 |
| 2004 | Championnats ibéro-américains  | Huelva       | 1er      | 4 × 400 m | 3 min 28 s 60 |
| 2005 | Championnats du monde          | Helsinki     | —        | 4 × 400 m | DSQ           |
| 2007 | Championnats d'Amérique du Sud | São Paulo    | 1er      | 400 m     | 52 s 67       |
| 2007 | Championnats d'Amérique du Sud | São Paulo    | 1er      | 4 × 400 m | 3 min 33 s 34 |
| 2008 | Championnats ibéro-américains  | Iquique      | 2e       | 4 × 400 m | 3 min 34 s 01 |
| 2009 | Championnats d'Amérique du Sud | Lima         | 2e       | 800 m     | 2 min 06 s 66 |

### Records
| Épreuve    | Performance   | Lieu           | Date            |
| ---------- | ------------- | -------------- | --------------- |
| 400 mètres | 51 s 89       | Ibirapuera     | 7 mars 2007     |
| 800 mètres | 2 min 01 s 38 | Rio de Janeiro | 23 juillet 2007 |